# Альхаус, Кристоф
Кристоф А́льхаус (нем. Christoph Ahlhaus; род. 28 августа 1969, Гейдельберг, Баден-Вюртемберг) — германский политик. С 1985 года член Христианско-демократического союза Германии. С августа 2010 по март 2011 года занимал должность бургомистра Гамбурга.

## Биография
Родился 28 августа 1969 года в Гейдельберге, Баден-Вюртемберг. С 1988 по 1990 год окончил обучение банковскому делу, и с того же года продолжил изучать право в Гейдельбергском университете, Мюнхенском университете, Берлинском университете имени Гумбольдта и Германской высшей школы административных наук в Шпайере. В 1998 году работал клерком в Германской высшей школы административных наук. В 1999 году сдал экзамен на адвоката.
С мая 2006 года женат на Симоне Альхаус (урожденная Гётц). Летом 2014 года переехал с семьей жить в Берлин, где поступил на работу юристом в юридической фирме.
В апреле 2006 года бургомистр Оле фон Бойст назначил Кристофа Альхауса государственным советником Департамента спорта и внутренних дел. 7 мая 2008 года заменил Удо Нагеля на посту сенатора внутренних дел в Гамбурге.
В сентябре 2009 года, не уведомив свою партию заранее, Альхаус объявил о планах снизить налог на казино в Гамбурге с 90 % до 50 %. Это позволило бы казино сэкономить около 30 миллионов евро в виде налогов до 2010 года. Скандальным фактом было то, что Джон Яр был одним из руководителей казино, а также соучредителем компании по недвижимости, в которой Симона Альхаус руководила отделом маркетинга с 2009 года.
Также подверглась критике использование государственных средств для оплаты его виллы и второго дома в Альтоне (стоимостью около 1,2 миллиона евро). По результатам расследования «служебного автомобильного дела» ему пришлось доплатить сумму 59,40 евро за частное использование служебного автомобиля.
Кристоф Альхаус несмотря на ограниченный бюджет в 2010 году, приобрёл команду для верховой езды с общими инвестициями в размере около 600 000 евро и годовыми эксплуатационными расходами в размере 200 000 евро. По словам министра внутренних дел Михаэля Ноймана, развлекательные контракты должны быть закрыты к 2015 году. Альхаус сохранил полицейский оркестр несмотря на то, что ежегодная стоимость содержания составляла 1,5 миллиона евро. Его преемник Олаф Шольц поддерживает эту традицию.